# Kalaletto (klippa, lat 60,93, long 21,13)
Kalaletto är en klippa i Finland.   Den ligger i kommunen Nystad i den ekonomiska regionen Nystadsregionen och landskapet Egentliga Finland, i den sydvästra delen av landet, 220 km väster om huvudstaden Helsingfors.
Terrängen runt Kalaletto är mycket platt.  Närmaste större samhälle är Pyhäranta, 17,4 km öster om Kalaletto. 